# Ruisseau de l'Alu
Pour les articles homonymes, voir Alu.
 (février 2017).
 (février 2017).
Si vous disposez d'ouvrages ou d'articles de référence ou si vous connaissez des sites web de qualité traitant du thème abordé ici, merci de compléter l'article en donnant les références utiles à sa vérifiabilité et en les liant à la section « Notes et références ».
Le ruisseau de l’Alu est un cours d'eau de Belgique, affluent de l'Aisne faisant partie du bassin versant de la Meuse,. Il coule en province de Luxembourg et se jette dans l'Aisne au hameau de Forge-à-l'Aplé dans la commune de Dochamps.

## Parcours
Ce ruisseau ardennais prend sa source sur le plateau des Tailles à la ferme de l'Alu située à l'est du village de Samrée (commune de La Roche-en-Ardenne). Il arrose le seul village de Dochamps. À partir de là, l'Alu est accompagné par la voie ferrée empruntée par le tramway touristique de l'Aisne jusqu'à son confluent avec l'Aisne. La vallée de l'Alu est essentiellement boisée et peu habitée.